# Maskell (Nebraska)
Maskell es una villa situada en el condado de Dixon, Nebraska, Estados Unidos. Tiene una población estimada, a mediados de 2022, de 57 habitantes.

## Geografía
La localidad está ubicada en las coordenadas 42°41′26″N 96°58′51″O / 42.69056, -96.98083. Según la Oficina del Censo de los Estados Unidos, tiene una superficie de 0.41 km², correspondientes en su totalidad a tierra firme.

## Demografía
Según el censo de 2020, en ese momento había 58 personas residiendo en Maskell. La densidad de población era de 141.46 hab./km². El 96.55% de los habitantes eran blancos y el 3.45% eran de una mezcla de razas. No había hispanos o latinos viviendo en la localidad.